# Stenostoma melitense
Stenostoma melitense is een keversoort uit de familie schijnboktorren (Oedemeridae). De wetenschappelijke naam van de soort is voor het eerst geldig gepubliceerd in 1907 door Cameron.